# Sun Innovations
SUN Innovations (ООО"Производственная компания САН") — единственный в России производитель и разработчик UV-LED широкоформатных принтеров  (NEO UV-LED Evolution, SUN Universal UV-LED) и УФ-отверждаемых чернил SunFlower .
SUN Innovations — является инновационным предприятием полного цикла, который включает в себя разработку, производство и продвижение на рынок оригинального высокотехнологичного оборудования и расходных материалов, предназначенных для широкоформатной печати. Компания САН специализируется на производстве широкоформатных принтеров собственных брендов Sun Universal, Sun Smart, а также выпускает уникальную линейку чернил под торговой маркой SunFlower. Первая в мире компания, запустившая в серийное производство УФ-принтеров с использованием светодиодов, позволяющих печатать на широком диапазоне поверхностей, включая дерево, металл, стекло, зеркало, пластик, ЛДСП, МДФ, холст, ковровое покрытие.

## История
1 марта 1998 г. - основание Компании как торгового предприятия, занимающегося поставками оборудования и расходных материалов для рынка наружной рекламы
2006 г. - Sun Innovations основала самый крупный на то время в России сервисный центр по своим продуктам и исследовательскую лабораторию. Тогда же компания сама произвела первые в России сольвентные чернила, а также перешла от перепродажи оборудования к собственному производству. Сам ассортимент предлагаемой продукции был расширен: появились лазерные граверы, фрезеры и LED-дисплеи.
2006 г. - разработка собственной технологии цифровой струйной печати по различным поверхностям. Новый метод отверждения чернил - светодиодными лампами - произвел настоящую революцию в сфере широкоформатной печати. 
2007 г. - УФ принтер Evolution производства САН завоевывает признание в зарубежных странах.
2009 г. - САН получает признание корпорации РОСНАНО и становится проектной компанией.
2010 г. - сенсационное достижение специалистов САН - найден способ печати по воде! Была доказана возможность декорирования любых поверхностей с помощью технологий САН.
2011 г. - Компания САН разрабатывает новую формулу УФ чернил в соответствии с мировыми ЭКО стандартами и дополняет их свойства антибактериальным эффектом.
2012 г. - Дочернее предприятие Компании САН становится резидентом Сколково в целях реализации ряда сложных перспективных проектов на стыке химии, физики и механики. Идет разработка нового модельного ряда планшетных принтеров. Доработана технология декорирования керамики и стекла. Выпущены на рынок новые сольвентные чернила с более быстрым периодом высыхания.
2013 г. - Разработан и запущен в серийное производство новый УФ Принтер серии SUN Universal UV-LED
2021 г. - Начата процедура банкротства.

## Сравнение технологий
| основные характеристики                                          | УФ-светодиоды     | УФ-лампы                                                              |
| ---------------------------------------------------------------- | ----------------- | --------------------------------------------------------------------- |
| Спектр излучения                                                 | Узкий             | Широкий                                                               |
| КПД                                                              | 15-20 %           | 0.5-1 %                                                               |
| Энергопотребление при одинаковой выходной мощности излучения     | 100-400 вт/ч      | 1000-4000 вт/ч                                                        |
| Время выхода на рабочую мощность (включение и выключение машины) | 0.1 сек           | 2-3 мин                                                               |
| Срок службы                                                      | 40000-60000 часов | 600-1000 часов                                                        |
| Вредные вещества                                                 | Отсутствуют       | Пары ртути и соли тяжелых металлов, выделение озона в процессе работы |
| Рабочая температура                                              | 25-30°С           | 600-800°С                                                             |